# نينا

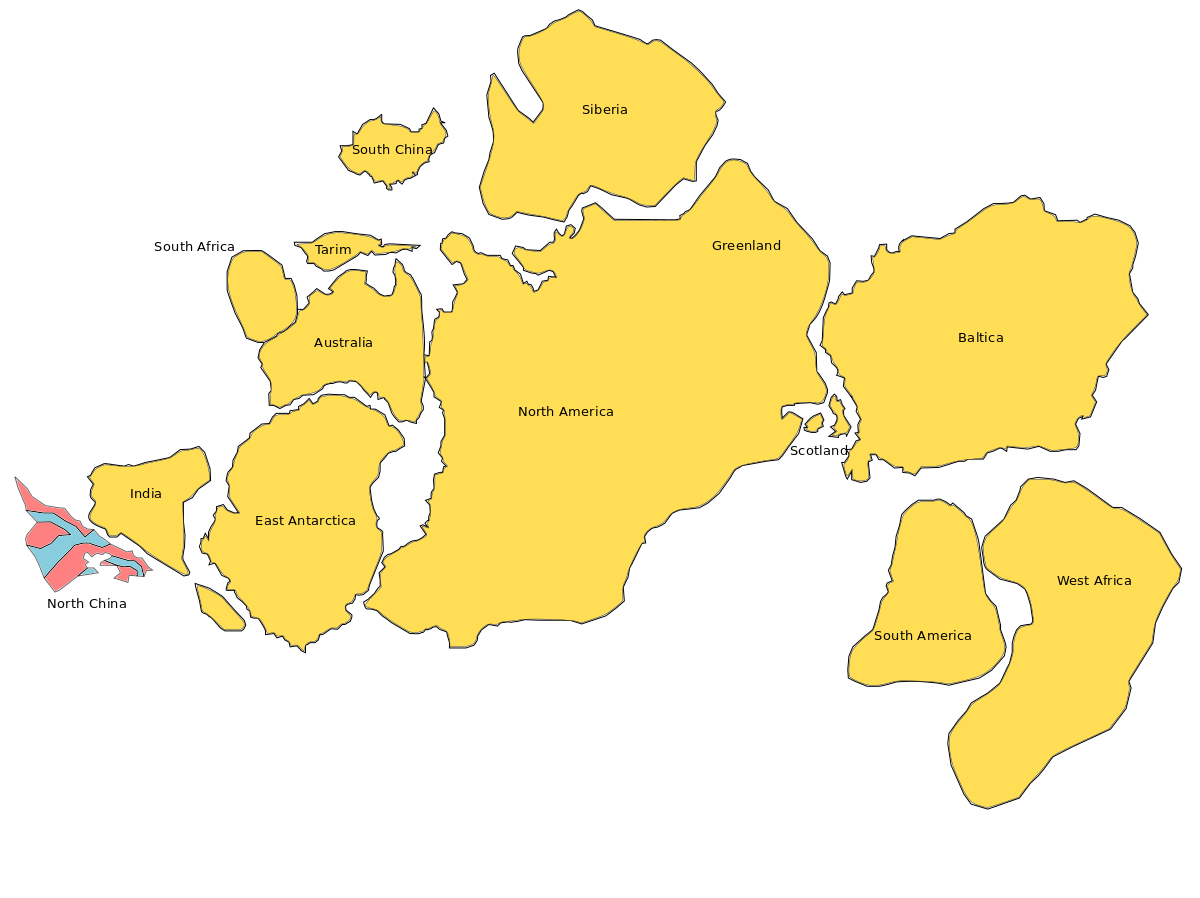
اتجاه القارات المختلفة في هودسونلاند وهي واحدة من قارات الأرض العظمى القديمة.

نينا (بالإنجليزية: Nena)‏ هي قارة قديمة تشكلت قبل 1.8 مليار سنة. كانت تتألف من أركتيكا، بالطيقا وشرق القارة القطبية الجنوبية وقد كانت أيضًا جزءا من قارة كولومبيا العملاقة . إن كلمة نينا هي اختصار أوروبا الشمالية و أمريكا الشمالية Northern Europe and North America.